# Église Notre-Dame d'Écouché
Pour les articles homonymes, voir Église Notre-Dame.
L'église Notre-Dame est une église catholique située à Écouché-les-Vallées, en France.

## Localisation
L'église est située dans le département français de l'Orne, dans le bourg d'Écouché, commune déléguée de la commune nouvelle d'Écouché-les-Vallées.

## Historique
L'église est construite vers le XIIIe siècle. De cette époque subsistent la nef et une partie de la tour. Le chœur est démoli au XVIe siècle, et remplacé par un transept et une abside.
L'édifice est classé au titre des monuments historiques depuis le 13 avril 1907.